# رناتو دل فراته
رناتو دِل فراته (ایتالیایی: Renato Del Frate؛ ۲۱ نوامبر ۱۹۱۰ – ۲۸ اوت ۱۹۶۲) یک فیلم‌بردار اهل ایتالیا بود.
از فیلم‌ها یا مجموعه‌های تلویزیونی که وی در آن‌ها نقش داشته‌است می‌توان به در پاسگاه پلیس رخ داد اشاره نمود.